# Petuhovói járás

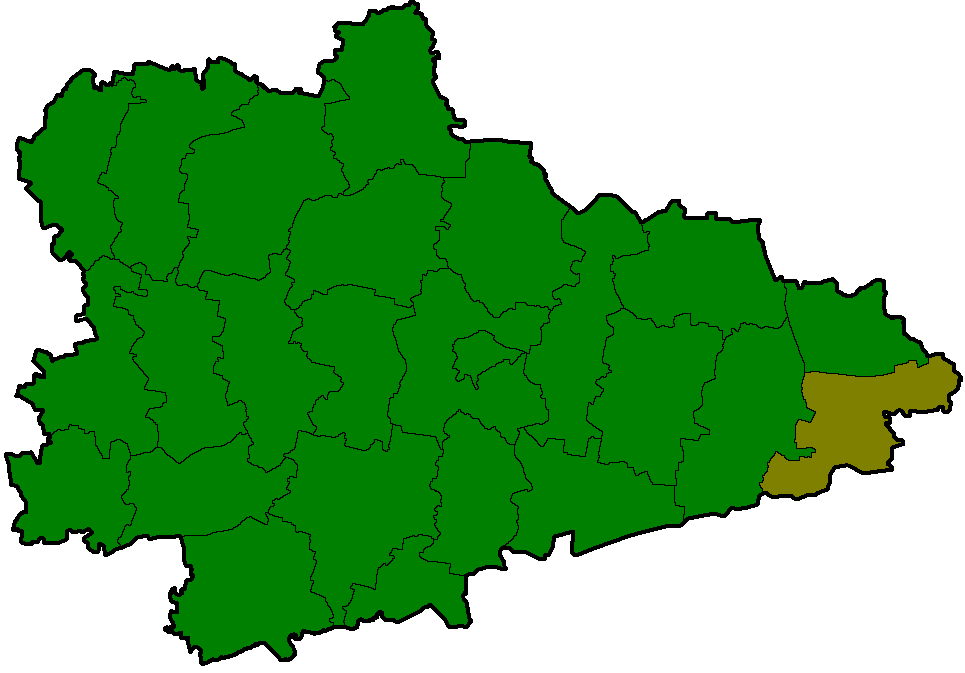
A Petuhovói járás a Kurgani területen

A Petuhovói járás (oroszul Петуховский район) Oroszország egyik járása a Kurgani területen. Székhelye Petuhovo.

## Népesség
- 1989-ben 28 109 lakosa volt.
- 2002-ben 24 253 lakosa volt.
- 2010-ben 20 493 lakosa volt, melyből 18 834 orosz, 608 kazah, 136 ukrán, 112 tatár, 74 német, 72 fehérorosz, 30 cigány, 26 azeri, 25 udmurt, 23 mordvin, 22 csuvas, 22 moldáv, 17 örmény, 16 tadzsik, 15 csecsen, 11 lengyel stb.